# NGC 7694
NGC 7694 é uma galáxia irregular (Im) localizada na direcção da constelação de Pisces. Possui uma declinação de -02° 42' 13" e uma ascensão recta de 23 horas, 33 minutos e 16,1 segundos.
A galáxia NGC 7694 foi descoberta em 20 de Setembro de 1784 por William Herschel.